# Bessa (Porto)
Bessa e Foco são duas zonas residenciais, desportivas, e comerciais na cidade do Porto.
A zona do Bessa encontra-se na freguesia de Ramalde .
Tem duas das escolas mais conhecidas da cidade e é aqui que se localiza o Estádio do Bessa Século XXI inaugurado em 2003, depois de obras extensas no original "Estádio do Bessa" inaugurado em 1972.
A zona do Foco encontra-se também na freguesia de Ramalde. É sobretudo uma zona residencial e empresarial. O "Complexo Residencial da Boavista", como era inicialmente conhecido, foi um empreendimento do Banco Português do Atlântico e da Sociedade de Construções William Graham. Foi idealizado pelo Arqº Agostinho Ricca e o Eng° Helder Ribeiro da Silva. É composto por 10  edifícios, alguns de habitação colectiva (blocos e torres) e outros de equipamentos (igreja, hotel, clube residencial e escritórios), todos organizados em torno de um grande espaço verde.
O cinema Estúdio Foco, explorado pela Lusomundo, abriu aí portas ao público no dia oito de novembro de 1973 e tinha uma capacidade para 428 lugares sentados, mas encerrou em 1993.
A piscina interior, como o chamado centro social, ou clube, deixou de funcionar por volta de 2001. A piscina exterior e o hotel Tivoli, pertencente ao Grupo Espírito Santo Hotéis, e onde se hospedavam presidentes da República (Jorge Sampaio não queria outro no Porto), campeões europeus de futebol, e gente célebre como Umberto Eco ou António Lobo Antunes, encerrou, sem aviso prévio, em 2008 Tinha encerrado temporáriamente, em Julho de 2007, por um período previsível de dois anos, para realização de obras de alteração, manutenção, remodelação e ampliação que não terão sequer começado.

O cinema, as piscinas, o centro social e o antigo Hotel Tivoli são propriedade da sociedade CRB - Clube Residencial da Boavista, SA, e esta foi adquirida pelo Hospital da Arrábida-Gaia, SA (unidade do grupo Espírito Santo Saúde), a 27 de Outubro de 2009. Esta aquisição tinha como objectivo instalar uma nova unidade hospitalar no local mas não se concretizou.
Em 2010, a arquitecta Graça Correia avançou com um pedido de classificação do conjunto – prédios de habitação e escritórios, hotel, cinema e igreja –, junto do então Instituto de Gestão do Património Arquitectónico e Arqueológico (Igespar) mas não reconheceram esse valor ao conjunto.